# Stawamus Chief

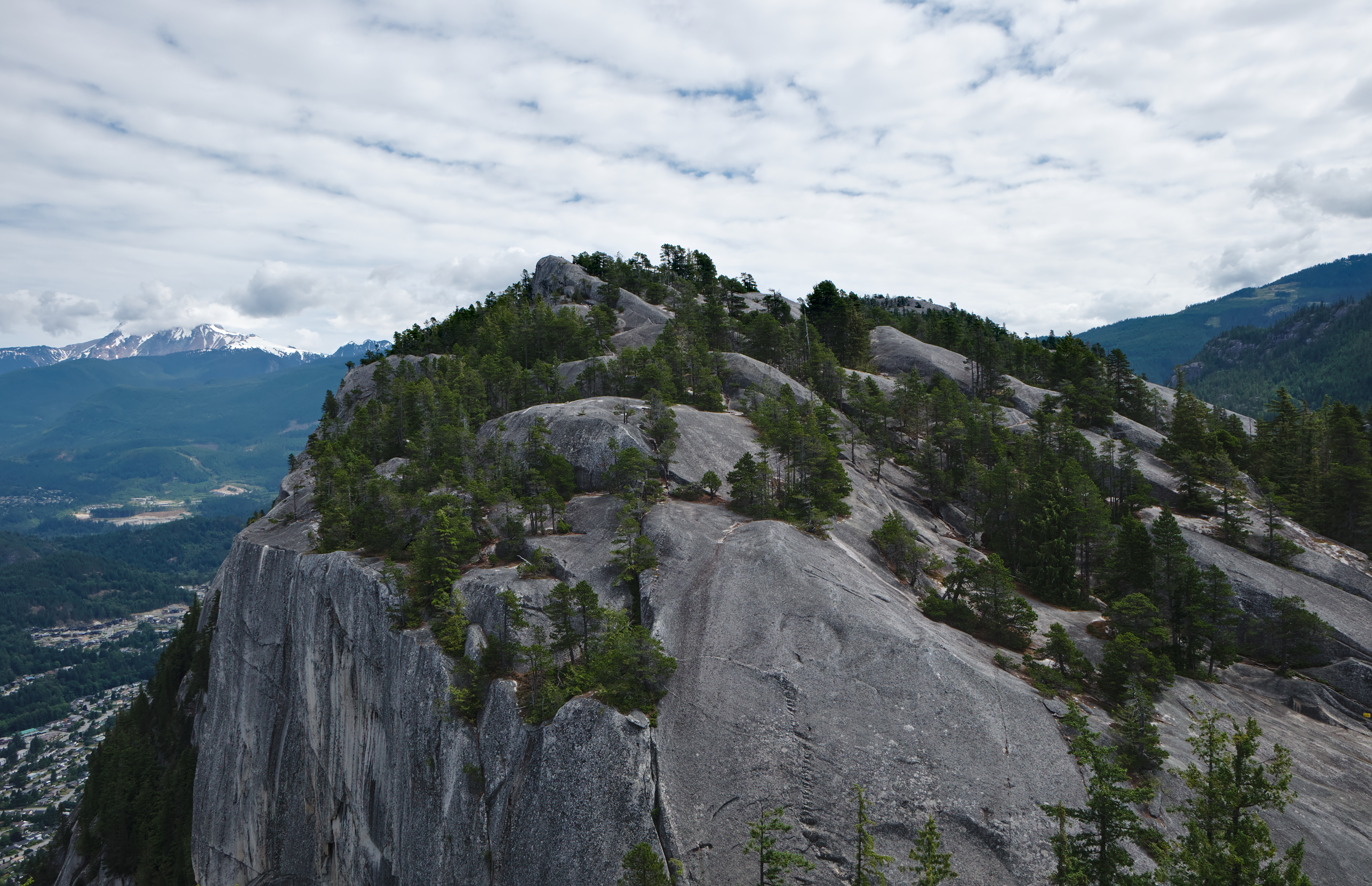
Il secondo picco dello Stawamus Chief, visto dal primo dei tre picchi.

Stawamus Chief (ufficialmente Stawamus Chief Mountain, ma comunemente chiamato semplicemente The Chief o anche Squamish Chief) è un imponente duomo granitico situato in prossimità della cittadina di Squamish, nella Columbia Britannica, in Canada.

## Caratteristiche
La struttura rocciosa si innalza fino a 700 m al di sopra del livello del mare della vicina grande baia chiamata Howe Sound. È considerato uno dei più grandi monoliti granitici del mondo.
Gli Squamish, popolo indigeno di quest'area, considerano il Chief come luogo sacro. In lingua squamish il nome del monte è Siám' Smánit; la parola siám` viene normalmente tradotta in inglese come chief (cioè:capo) anche se in realtà indica più propriamente un rango sociale elevato. Nella tradizione di questo popolo il monte era in origine una casa lunga, grande abitazione di legno trasformata poi in pietra dallo spirito Xáays, uno degli spiriti noti come Fratelli Trasformatori nella mitologia delle popolazioni locali. Secondo la leggenda squamish, la grande fenditura presente nella parete a strapiombo è un'incisione lasciata dalla pelle del drago Sisiutl (o Sínulhka), un gigantesco serpente marino con due teste poste alle due estremità del suo corpo.
Il monolito deriva la sua denominazione dal vicino villaggio di Stawamus (St'a7mes), nome assegnato anche al fiume Stawamus River e al lago da cui il fiume trae origine, lo Stawamus Lake.

## Geologia
Lo Stawamus Chief fa parte di un plutone di roccia di tipo granitico, più specificamente in questo caso granodiorite, che si è formata circa 100 milioni di anni fa durante il Cretacico per lento raffreddamento e solidificazione di magma fuso al di sotto della superficie terrestre.
L'esposizione della granodiorite è avvenuta in seguito all'erosione delle rocce sovrastanti nel corso di decine di milioni di anni; l'erosione glaciale è stata invece predominante negli ultimi 2,5 milioni di anni. La granodiorite esposta in superficie è stata a questo punto conformata dall'erosione glaciale, che ha dato luogo alle pareti verticali del monolito e ha anche scavato la grande baia del vicino Howe Sound. I segni lasciati dell'abrasione glaciale sono evidenziati in particolare dalle striature presenti sulle pareti lisce. Queste marcature indicano anche che l'intera formazione era completamente sepolta sotto una notevole copertura di ghiaccio nel corso dell'ultima glaciazione.

## Topografia

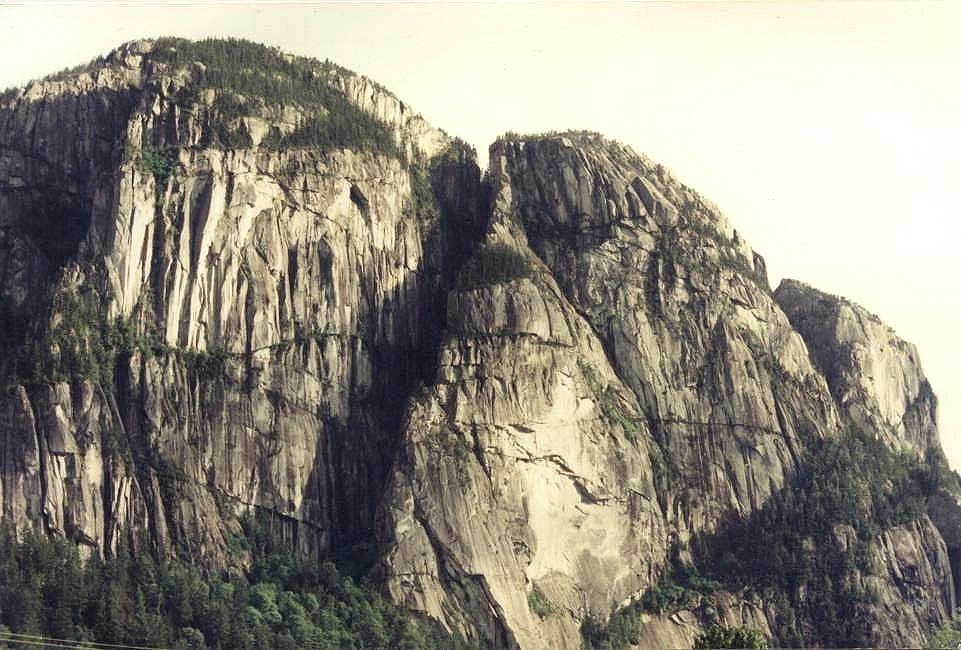
Stawamus Chief visto dai dintorni del villaggio di Squamish.

Il monolito ha un'estensione di circa tre chilometri quadri. È costituito da parecchie guglie separate tra loro da profondi burroni. Le pareti a strapiombo delle guglie arrivano fino alla pianura boscosa sottostante, specialmente nei versanti occidentali. 
La sommità è suddivisa in tre picchi:
- Primo Picco, o Picco sud, alto 610 m
- Secondo Picco, o Picco centrale, alto 655 m
- Terzo Picco, o Picco nord, è il più alto e si eleva fino a 702 m.

Tutti e tre i picchi mostrano una superficie levigata con la granodiorite incisa da sottili striature glaciali. Il Terzo Picco, il più alto, è anche il più isolato e quello meno popolare tra i turisti. A nord dei tre picchi si trova un'altra piccola guglia chiamata Zodiac Summit. Anche se può essere considerata come una sotto-guglia del Terzo Picco, è tuttavia piuttosto separata dalle altre. Non ci sono sentieri che portino alla sua sommità.